# Пальчак Марія
Марія Пальчак (псевдо: «Стефа»; нар. 22 липня 1922, с. Шумляни, нині Саранчуківська сільська громада, Тернопільський район, Тернопільська область — 3 січня 1998, там же) — учасниця протирадянського підпілля, учасниця останнього бою підпілля ОУН.

## Життєпис
Народилася 22 липня 1922 року у селі Шумляни нині Тернопільський район Тернопільська область.
З 1949 року в протирадянському підпіллі.
З 1952 року переховувалася разом із своїм чоловіком Петром Пасічним, псевдо «Петро», «Чорний», а з 1955 року до них приєднався Цетнарський Олег з с. Боків Підгаєцького району.
12 жовтня 1959 року Петро Пасічний застрелив лейтенанта КДБ В. Стороженка, який йшов на зустріч із інформатором з с. Тростянець в Тростянецький ліс. (Він став останньою бойовою жертвою з боку радянської влади у її війні з націоналістичним підпіллям).
На той час група здійснила 11 озброєних пограбувань магазинів і колгоспних складів у навколишніх селах для забезпечення своєї життєдіяльності, а також займалася залякуванням сільських активістів.
16 листопада 1960 року засуджена до 15 років позбавлення волі — 5 років тюрмиі 10 років виправно-трудової колонії. з конфіскацією особистого майна.
14 квітня 1975 року звільнена з Мордовських концтаборів.

### Останній бій
14 квітня 1960 року оперативний групі Тернопільського УКДБ вдалося знайти район розташування повстанської боївки — у Божиківському лісі на межі Підгаєцького й Бережанського районів, що за кілька кілометрів від хутора Лози. Туди прибули 45 автомашин та понад півтисячі солдатів. Коли повстанці, вийшовши з криївки, ішли у напрямку хутора Лози, вони потрапили у засідку КГБ. Щоб не потрапити живими в руки ворогів, Петро Пасічний та Олег Цетнарський застрелилися, а Марію Пальчак поранили в руки та взяли в полон. Вважається, що це був останній бій підпілля ОУН.

## Вшанування пам'яті
- 2007 року на місці історичного бою було встановлено й освячено дубовий хрест.
- 2015 рік на честь 55-річчя останнього бою УПА у Тернопільській області був оголошений Роком повстанської звитяги[3].
- 2017 року вийшла друком книга «Віра і воля», співавторів Леоніда Бицюри, Володимира Стаюри та Віктора Уніята[4].